# Geranomyia aequabilis
Geranomyia aequabilis is een tweevleugelige uit de familie steltmuggen (Limoniidae). De soort komt voor in het Neotropisch gebied.